# Броуд, Бен
Бен Броуд (род. 20 июня 1982) — американский геймдизайнер. С 2015 по 2018 год был ведущим геймдизайнером коллекционной карточной игры Hearthstone в Blizzard Entertainment; в 2018 он покинул компанию, чтобы основать собственную студию Second Dinner, которая на данный момент занимается разработкой другой коллекционной карточной игры Marvel Snap на основе вселенной Marvel.

## Биография
Бен Броуд начал работать в Blizzard Entertainment в возрасте 20 лет на должности тестировщика игр Warcraft III и World of Warcraft. Спустя 18 месяцев его повысили до ведущего тестировщика игровой среды. Бен Броуд пытался претендовать на новые вакансии внутри Blizzard, включая должность дизайнера StarCraft II, прежде чем занять одну из творческих должностей при разработке карточной онлайн-игры World of Warcraft Trading Card Game.
В 2015 году Бен Броуд стал ведущим геймдизайнером коллекционной карточной игры Hearthstone, а позже в том же году был назначен директором игры. Во время работы над Hearthstone Броуд выступал публичным лицом игры, давал интервью, осуществлял обратную связь с игроками, объяснял концепции и сообщал новости игры. Когда дополнение Journey To Un’Goro вышло без сопровождающей его песни, он записал свою собственную по просьбе игрового сообщества.
Проработав 15 лет в Blizzard, Бен Броуд покинул компанию и основал вместе с несколькими бывшими работниками Blizzard свою собственную игровую студию Second Dinner. Сейчас Броуд является директором по развитию компании. В 2019 году студия объявила о том, что получила финансирование от NetEase в размере 30 миллионов долларов и лицензию на создание мобильной игры для Marvel. Об игре, получившей название Marvel Snap, впервые было объявлено в мае 2022 года. Во время одного из публичных выступлений Броуд рассказал что его непосредственно вдохновил его опыт работы над World of Warcraft Trading Card Game и Hearthstone, но при этом он хотел создать карточную игру с более быстрыми матчами и низким порогом входа для новых игроков. После нескольких месяцев бета-тестирования игра официально вышла на мобильных платформах 18 октября 2022 года.